# 松林正一郎
松林 正一郎（まつばやし しょういちろう、1948年12月18日 - ）は、多摩大学名誉教授。
元多摩大学グローバルスタディーズ学部教授・学部長（経営理念、リーダーシップ論、国際経営、M＆A、CSR）
三井物産人材開発株式会社初代社長

## 経歴
長崎県南島原市（南高来郡）口之津町生まれ
鹿児島県鹿児島市育ち
- 1967年 3月 - 鹿児島ラサール高等学校卒
- 1972年 4月 - 東京大学工学部都市工学科卒業後、三井物産入社。開発企画部・企画業務部で経営企画・プロジェクト（東京ディズニーランド誘致など）を担当。
- 1979年 6月 - マサチューセッツ工科大学経営大学院で修士（経営管理学）を取得。
- 1981年 7月 - 米国三井物産メンフィス支店（穀物ビジネス・企業買収担当）
- 1983年 4月 - 三井グレインコーポレーション
- 1985年10月 - 米国三井物産新事業部より出向（MMCグループ株式会社 ディレクター）。
- 1989年 1月 - 三井物産業務部M&Aベンチャー室（M&A課長）
- 1991年10月 - 三井物産食料総括部企画業務室企画課長
- 1995年 5月 - ドイツ三井物産ハンブルク支店長・ベルリン事務所長
- 1999年 5月 - 三井物産食料総括部企画業務室長・食料本部 リテール事業室長（外食事業）
- 2001年12月 - 三井マネジメントアカデミー設立事務局長
- 2002年 5月 - 三井物産人事部人材開発室長・国際人事室長
- 2005年 4月 - 物産キャリアパートナーズ 代表取締役社長（初代）
- 2008年 6月 - 三井物産人材開発（上記名改称で初代）代表取締役社長
- 2008年10月 - 多摩大学グローバルスタディーズ学部長・教授
- 2009年10月 - 多摩大学グローバルスタディーズ学部長・国際交流センター長・教授
- 2012年10月 - 2014年3月 多摩大学国際交流センター長・教授

- その他、米国・ドイツ（ここまでは在留中）の日本人学校や神奈川県の教育関連の委員、藤沢市行財政改革協議会委員、千葉市都市計画審議会委員などを歴任。2022年2月より、学校法人田村学園監事